# Natore Sadar
Natore Sadar è un sottodistretto (upazila) del Bangladesh situato nel distretto di Natore, divisione di Rajshahi. Si estende su una superficie di 401,29 km² e conta una popolazione di 442.422  abitanti (censimento 2011).